# Puchar Polski (okręg Włocławek) w piłce nożnej mężczyzn (2024/2025)
W sezonie 2024/2025 Puchar Polski na szczeblu okręgowym w okręgu Włocławek składał się z 4 rund, w których wzięły udział zespoły z okręgu włocławskiego.  Rozgrywki miały na celu wyłonienie zdobywcy Okręgowego Pucharu Polski w okręgu Włocławek i uczestnictwo w rozgrywkach szczebla regionalnego województwa kujawsko-pomorskiego w sezonie 2024/2025. 

## Zwycięzcy
Zwycięzcami pucharu zostały drużyny:
- Tłuchowia Tłuchowo
- Wisła Dobrzyń nad Wisłą
- Łokietek Brześć Kujawski
- Lech Rypin

## I runda
| Gospodarz        | Wynik | Gość                |
| ---------------- | ----- | ------------------- |
| Wzgórze Raciążek | 6-7   | Piast Bądkowo       |
| Zgoda Chodecz    | 0-10  | Włocłavia Włocławek |

## II runda
| Gospodarz           | Wynik | Gość            |
| ------------------- | ----- | --------------- |
| Włocłavia Włocławek | 3-1   | MGKS Lubraniec  |
| Piast Bądkowo       | 3-2   | LTP Lubanie     |
| Ziemowit Osięciny   | 1-3   | Lider Włocławek |

## III runda
| Gospodarz           | Wynik        | Gość                        |
| ------------------- | ------------ | --------------------------- |
| Włocłavia Włocławek | 2-1          | Sadownik Waganiec           |
| Piast Bądkowo       | 1:1 (k. 3:5) | Zdrój Ciechocinek           |
| Lider Włocławek     | 1:8          | Tłuchowia Tłuchowo          |
| Start Stawki        | 3:1          | Kujawiak Kowal              |
| Skrwa Skrwilno      | 3:0 (wo.)    | Orlęta Aleksandrów Kujawski |

## IV runda
| Gospodarz           | Wynik | Gość                     |
| ------------------- | ----- | ------------------------ |
| Skrwa Skrwilno      | 0-3   | Tłuchowia Tłuchowo       |
| Włocłavia Włocławek | 0:2   | Wisła Dobrzyń nad Wisłą  |
| Zdrój Ciechocinek   | 2:3   | Łokietek Brześć Kujawski |
| Start Stawki        | 1:4   | Lech Rypin               |